# 蘭登氏天竺魚
蘭登氏天竺魚（學名：Apogonichthys landoni），又稱蘭登氏原天竺鯛，為輻鰭魚綱鈎頭魚目天竺鯛科天竺魚屬下的一個種，分布於中西太平洋菲律賓海域，棲息在有礁石區，屬肉食性，以小型無脊椎動物為食，夜行性，繁殖期時，雄魚具有口孵習性，卵約7日化成仔魚，由雄魚吐出，具短暫的仔魚飄浮期，生活習性不明。